# Liste des comtes d'Albon puis dauphins de Viennois
Pour les articles homonymes, voir Viennois (homonymie), Maison d'Albon et Albon (homonymie).
Les comtes d’Albon puis dauphins de Viennois, seigneurs du Dauphiné de Viennois, furent les premiers à porter le titre de dauphins de Viennois.
Concernant ce surnom trois légendes s'affrontent, l'une nous dit qu'un dauphin (kêtos) aurait remonté le Rhône et aurait été vu a Vienne, la seconde que c'est le dialecte Do Vienné qui aurait fait en Allemand Do Fienné, la troisième que Vienne était une colonie de Grèce : Delphes, et de ce fait de nombreux comtes d'Albon ont porté comme second prénom Dauphin auquel il rajoutait de Viennois, équivalent assez peu courant au masculin du prénom féminin Delphine (ou Dauphine), et ce depuis Guigues IV Dauphin, comte d'Albon de 1133 à 1142. Ce prénom, Dauphin (Delphinus en latin) est vraisemblablement issu (recherches de Georges de Manteyer à la fin du XIXe siècle) d'un "surnom de baptême" donné à l'un des enfants de la dynastie d'Albon au début du XIe siècle.
Une branche des comtes d'Auvergne avait pris le titre de dauphin d'Auvergne, en parallèle, titre qui subsista jusqu'à la Révolution française, alors que le titre de Dauphin de Viennois passa après Humbert II dans la Maison royale de France à Charles (futur Charles V roi de France), fils du duc de Normandie (Jean II, roi de France).

## Titres et Possessions
Liste non exhaustive des titres et possessions que portèrent les dauphins de Viennois suivant les périodes :
- seigneurs de Meillonnas[1] sous les dauphins issus de la Tour du Pin fin du XIIIe siècle ;
- « La seigneurie de Montluel comprenait une grande partie de la Valbonne. Elle resta possédée par les seigneurs qui en avaient pris le nom jusqu'à Jean de Montluel, qui, se voyant sans enfant, en fit donation, le 12 février 1326, à Humbert, dauphin de Viennois, son parent. Humbert jouissait déjà de la seigneurie de Pérouges, provenant des comtes de Forez et de Lyon, acquise, en 1319, de la maison de Genève. En 1327, il acheta celle de Gourdans des seigneurs d'Anthon et se fit céder, pour la rançon de Guichard, sire de Beaujeu, fait prisonnier à la bataille de Varey, celles de Meximieux et du Bourg-Saint-Christophe. Son successeur s'empara, quelques années plus tard, de vive force, sur Edouard de Beaujeu, de la seigneurie de Miribel, qu'il annexa à ses possessions de la Valbonne. Toutes ces terres, cédées à la France par le dernier dauphin de Viennois, furent remises par voie d'échange, le 5 janvier 1354, à Amédée V, comte de Savoie. La sirerie de Coligny apparaît dès le Xe siècle. Elle comprenait non-seulement le Revermont, qui en fut le noyau, mais encore Cuiseaux, Saint-Amour, Cressia, Gigny en Comté, et se prolongeait jusque dans le Bas-Bugey, au bord du Rhône. Partie de la souveraineté de cette riche sirerie passa, au XIIIe siècle, par suite de mariage, aux seigneurs de Montluel, partie aux sires de la Tour-du-Pin. Humbert de la Tour, dauphin de Viennois, céda toutes ses possessions, à l'exception de celles du Bas-Bugey, formant ce qu'on appelait la Manche de Coligny, à Robert, duc de Bourgogne, lequel les remit, en 1289, à Amédée VI, comte de Savoie, qui les unit à sa terre de Bresse, de Montluel »[1].

Les Dauphins incorporèrent à leur domaine, à la suite du mariage en 1253 de Guigues VII de Viennois, baron de Faucigny par son mariage avec Béatrice de Faucigny qui resta aux affaires jusqu'en 1304, les baronnies de Faucigny, de Beaufort et plusieurs autres châtellenies ; des terres éloignées du Dauphiné et menaçantes pour la Savoie. Un certain nombre de futurs conflits entre les deux voisins ont pour objet ces terres jusqu'au milieu du XIVe siècle. Les Dauphins gardent le Faucigny jusqu'à sa vente, en 1348, au roi de France. Le mari de Béatrice, Guigue VII, prend l'entière possession du Faucigny ainsi que des châteaux dans le Chablais que possède son beau-père, comte de Savoie.

## Châtellenies tenues en nom propre ou en fief des comtes d'Albon, puis dauphins de Viennois
- château d'Albon, à Albon (XIIIe siècle-?) ;
- château des Allymes, à Ambérieu-en-Bugey (ca. 1310-1335) ;
- château de Beaufort, à Beaufort (1261-1304 ; 1308-1348) ;
- château de Bellecombe, à Chapareillan ;
- château de Bonneville, à Bonneville (1282-1355) ;
- château de Briançon (1070);
- château de Chabrillan, à Saint-Vallier (XIIe siècle) ;
- château de Châtillon-d'Azergues, à Châtillon (Rhône) (XIIIe siècle);
- château de Clérieux, à Clérieux, XIe siècle, (1280-1327);
- château de Clermont, à Chirens (1260-1319);
- château de Cornillon, à Fontanil-Cornillon ;
- château du Cuchet, à Saint-Sorlin-en-Bugey ;
- château de la Buissière, à La Buissière ;
- Château d'Hermance, à Hermance, (XIIIe siècle) ;
- château de La Roche de Glun à La Roche-de-Glun (1262-1327);
- château des Loives, à Roybon ;
- château de Miribel, à Miribel (1348-1349) ;
- château de Montbonnot, à Montbonnot-Saint-Martin ;
- château de Montclus, à Montclus (1251-1297);
- château du Montellier, au Montellier (1327-????) ;
- château de Montfleury, à Corenc ;
- château de Montfort, à Crolles ;
- château de Montluel, à Montluel (1326-1349) ;
- château de Moras, à Moras-en-Valloire (1009-1349);
- château de Morêtel, à Morêtel-de-Mailles (1251-1341);
- château des Outards, à Beaufort (1304-1348) ;
- château de Pariset, à Seyssinet-Pariset ;
- cité médiévale de Pérouges et son château, à Pérouges (1319-1349) ;
- château de Poncin, à Poncin ;
- château de Saint-André, à Briord (?-1343) ;
- château de Saint-Denis-en-Bugey, à Saint-Denis-en-Bugey (début XIVe siècle-1349) ;
- château de Saint-Germain, à Ambérieu-en-Bugey (1282-1321) ;
- château de Sallanches, à Cordon (1339-1345)[3].
- château de Septème, à Septème (à partir de 1355)[4] ;
- tour du Treuil, à Allevard (1316) ;
- château de Vals, à Saint-Uze ;
- château de Varey, à Saint-Jean-le-Vieux (v.1334-1349);
- château de Vaulx, à Vaulx-en-Velin (1270-1317).

## Dynastie d'Albon
| Rang | Portrait | Nom                                                    | Règne                    | Notes | Armoiries |
| --- | -------- | ------------------------------------------------------ | ------------------------ | --- | --------- |
| 1 |          | Guigues Ier (v. 1000, v. 22 avril 1060/1075, Cluny)    | v. 1034 – v. 1060 / 1075 | Fils d'un Guigues d'Albon et d'une Gotelène. Comte en Oisans, Grésivaudan et en Briançonnais, ainsi que dans la vallée d’Oulx en Piémont. Il est l'un des ancêtres des futurs dauphins de Viennois. Marié à Adalsendis ou Adelaïde. |           |
| 2 |          | Guigues II le Gras (v. 1025, v. 1079)                  | 1070 – 1079              | Fils de Guigues Ier d'Albon et Adalsendis ou Adelaïde. Surnommé Pinguis (le Gras). Comte en Grésivaudan et en Briançonnais de 1070 à 1079, comte d'Albon en 1079. Marié avant avril 1052 avec Pétronille (de Royans ?), puis vers 1070 avec Inès de Barcelone. |           |
| 3 |          | Guigues III le Comte (v. 1050/1070, après 1133)        | 1079 – 1133              | Fils de Guigues II. Comte d’Albon (partie de l'ancien comté de Vienne) en 1101. Son règne est marqué par la lutte continuelle qu'il livre au nouvel évêque de Grenoble, Saint Hugues de Châteauneuf, pour la suzeraineté des biens d'église qu'il détient, notamment en Grésivaudan. Il épouse Mathilde dite reine d'origine potentielle anglaise ou italienne                                                               |           |
| 4 |          | Guigues IV Dauphin (v. 1090/1100 – 1142, La Buissière) | 1133 – 1142              | Fils de Guigues III d'Albon et de Mathilde. Premier à porter le surnom de Dauphin (Guigo Delphinus), et ceci dès 1110, soit vingt-trois ans avant de régner. Il avait épousé Marguerite de Mâcon († 1164), fille d'Étienne, comte Palatin de Bourgogne, nièce du pape Calixte II. |           |
| Régence (1142 – 1153) : Marguerite de Mâcon, mère de Guigues V. |          |                                                        |                          | |           |
| 5 |          | Guigues V (v. 1125, 29 juillet 1162, Vizille)          | 1142 – 1162              | Au cours de son règne, il prit le titre de dauphin du Viennois. Il est reconnu dans ses droits par l'empereur Frédéric Ier en 1155 qui lui donne l'autorisation de battre monnaie Il ne laissa qu'une fille de son mariage avec Béatrice, possiblement de Montferrat, Béatrice d'Albon. |           |
| Régence (1162 – 1164) : Marguerite de Mâcon, grand-mère de Béatrice , puis gouvernement du Dauphiné par Alphonse de Toulouse (1164-1177), oncle d' Albéric Taillefer de Toulouse |          |                                                        |                          | |           |
| 6 |          | Béatrice Ire (v. 1161, 16 décembre 1228, Vizille)      | 1162 – 1193              | Dauphine du Viennois, duchesse de bourgogne, comtesse d'Albon, de Grenoble, d'Oisans et de Briançon de 1162 à 1228, fille de Guigues V d'Albon, dauphin du Viennois, et de Béatrice, dite de Montferrat. Mariée 3 fois : - en 1163/1164 avec Albéric Taillefer de Toulouse, second fils de Raimond V, comte de Toulouse et de Constance de France - en 1183 avec Hugues III de Bourgogne - avant 1202 avec Hugues de Coligny |           |

## Dynastie de Bourgogne
| Rang | Portrait | Nom                                                              | Règne          | Notes | Armoiries |
| --- | -------- | ---------------------------------------------------------------- | -------------- | --- | --------- |
| 7 |          | Hugues III de Bourgogne (1148, août 1192, Acre)                  | 1183 – 1192    | Fils de Eudes II, duc de Bourgogne, et de Marie de Blois. Il répudia Alix de Lorraine en 1183 et devint comte d'Albon mais non dauphin, par remariage,la même année, avec Béatrice d'Albon (1161 † 1228), dauphine du Viennois, fille de Guigues V d'Albon, dauphin du Viennois et de Béatrice, possiblement de Montferrat. Il meurt en Terre Sainte à Acre en 1192.                      |           |
| 8 |          | André-Dauphin de Bourgogne ou Guigues VI Dauphin (v. 1184- 1237) | 1193/1204-1237 | Fils de Hugues III, duc de Bourgogne, et de Béatrice d'Albon, dauphine de Viennois. Il hérite de sa mère les titres de comte d'Albon (1203) et de dauphin de Viennois (1204). Il se marie - en 1202 avec Béatrice de Sabran, répudiée en 1211 - vers 1211 avec Semnoresse, de Poitiers-Valentinois - avant le 21 novembre 1219 avec Béatrice de Montferrat , d'où Guigues VII de Viennois |           |
| 9 |          | Guigues VII (v.1225-1229 – 1269)                                 | 1237 – 1269    | Comte d'Albon et Dauphin de Viennois de 1237 à 1269, fils d'André-Dauphin et de Béatrix de Montferrat. Il est fiancé à Cécile des Baux, puis à Sancie de Provence. Il épouse avant le 22 avril 1253 Béatrice de Faucigny ou de Savoie (1234/1237 † 1310), d'où Jean Ier. |           |
| Régence (1269 – 1273) : Béatrice de Faucigny, mère de Jean Ier, puis Robert II, duc de Bourgogne (1273 à 1282) |          |                                                                  |                | |           |
| 10 |          | Jean Ier (1264, ? – 24 septembre 1282, Bonneville) mort à 18 ans | 1269 – 1282    | Dauphin de Viennois, comte d'Albon, de Vienne, de Grenoble, d'Oisans, de Briançon et d'Embrun de 1269 à 1282. Décède prématurément d'une chute de cheval et le Dauphiné revient à sa sœur Anne, dite aussi Anne de Viennois, et à son époux, Humbert de la Tour du Pin, qui devient dès lors Humbert Ier de Viennois                                                                      |           |

## Dynastie de la Tour du Pin
| Rang                                                                     | Portrait                 | Nom                                                                              | Règne       | Notes | Armoiries |
| ------------------------------------------------------------------------ | ------------------------ | -------------------------------------------------------------------------------- | ----------- | --- | --------- |
| 11                                                                       |                          | Humbert Ier (v. 1240, ? – 12 avril 1306, Val-Sainte-Marie) mort à 67 ans environ | 1282 – 1306 | Il était fils d'Albert III, baron de la Tour-du-Pin, et de Béatrice de Coligny. Sa mère était elle-même fille d'Hugues Ier, seigneur de Coligny, et de Béatrice d'Albon, dauphine de Viennois. Il épouse Anne de Viennois, fille de Guigues VII et devient par mariage, dauphin de Viennois, comte d'Albon et comte de Vienne de 1282 à 1306. en succession à son beau-frère Jean Ier. Il finit sa vie à la chartreuse du Val-Sainte-Marie en 1306 en laissant le pouvoir à son fils Jean.                                                                            |           |
| 12                                                                       | Sceau du dauphin Jean II | Jean II (v. 1280, ? – 5 mars 1319, Pont de Sorgues) mort à 39 ans environ        | 1306 – 1319 | Fils d'Humbert Ier et d'Anne de Bourgogne, il fait construire plusieurs châteaux sur la frontière savoyarde. Il est également comte d'Albon, comte de Gapençais, comte de Vienne, seigneur de la Tour et épouse en 1296 Béatrice de Hongrie, fille de Charles Martel de Hongrie, roi titulaire de Hongrie. Il meurt le 5 mars 1319. |           |
| Régence (1319 – 1323) : Henri de la Tour du Pin , oncle de Guigues VIII. |                          |                                                                                  |             | |           |
| 13                                                                       |                          | Guigues VIII (1309, ? – 28 juillet 1333, La Perrière) mort à 24 ans              | 1319 – 1333 | Fils aîné de Jean II et de Béatrice de Hongrie. Il sera en lutte permanente contre son voisin le duc de Savoie. Comte de Vienne et d'Albon, seigneur de la Tour, il épouse en 1323 Isabelle de France (1312-1348), fille du roi Philippe V le Long. L'ardeur au combat de Guigues VIII lui sera fatale lors du siège du château savoyard de la Perrière en 1333. |           |
| 14                                                                       |                          | Humbert II (1312, ? – 22 mai 1355, ?) mort à 43 ans                              | 1333 – 1349 | Fils cadet de Jean II et de Béatrice de Hongrie, également comte de Vienne et d'Albon, seigneur de la Tour. Sans enfant vivant de son mariage avec Marie des Baux, il vend en 1349 le Dauphiné au roi de France pour payer ses dettes. Celui-ci en fait l’apanage de son petit-fils Charles (futur Charles V) et la tradition en fera celui du fils aîné du roi de France, qui prennent le titre de Dauphin de France. Il meurt le 22 mai 1355 sous l'habit des Jacobins et est inhumé à Paris aux côtés de sa tante Clémence de Hongrie, épouse de Louis X le Hutin. |           |